# James Monroe Gere
James Monroe Gere (Syracuse (Nova Iorque), 14 de junho de 1925 — Portola Valley, 30 de janeiro de 2008) foi um engenheiro estadunidense.
Foi professor emérito de engenharia civil da Universidade Stanford.
Durante a Segunda Guerra Mundial serviu o Corpo Aéreo do Exército dos Estados Unidos, servindo na Inglaterra, França e Alemanha. Após a guerra graduou-se em engenharia civil em 1949 no Instituto Politécnico Rensselaer, onde obteve o mestrado em 1951. Obteve o Ph.D. na Universidade Stanford em 1954, onde em seguida passou a fazer parte do quadro de professores do Departamento de Engenharia Civil.

## Obras
- Mechanics of Materials, 1972
- Theory of Elastic Stability, com Stephen Timoshenko
- Matrix Analysis of Framed Structures, com William Weaver
- Matrix Algebra for Engineers, com William Weaver
- Moment Distribution
- Earthquake Tables
- Structural and Construction Design Manual, com Helmut Krawinkler
- Terra non firma: Understanding and preparing for earthquakes, com Haresh Chandelal Shah